# Mordellistena secreta
Mordellistena secreta är en skalbaggsart som beskrevs av Jan Horák 1983. Mordellistena secreta ingår i släktet Mordellistena, och familjen tornbaggar. Arten är reproducerande i Sverige.